# Широке (Донецький район)
Широ́ке — селище Харцизької міської громади Донецького району Донецькій області, Україна. Розташоване за 42 км від Донецька. Відстань до Харцизька становить близько 16 км і проходить переважно автошляхом Т 0507.

## Населення

### Мова
Розподіл населення за рідною мовою за даними перепису 2001 року:
| Мова            | Кількість | Відсоток |
| --------------- | --------- | -------- |
| російська       | 805       | 77.33%   |
| українська      | 224       | 21.52%   |
| вірменська      | 1         | 0.10%    |
| інші/не вказали | 11        | 1.05%    |
| Усього          | 1041      | 100%     |

За даними перепису 2001 року населення селища становило 1041 особу, з них 21,52 % зазначили рідною мову українську, 77,33 %— російську та 0,1 %— вірменську мову.